# بيتر مولان
بيتر مولان (بالإنجليزية: Peter Mullan)‏ (و. 1959 – م) هو مخرج سينمائي، وممثل، وكاتب سيناريو من المملكة المتحدة .

## التعليم
تعلم في جامعة جلاسكو

## فيلموغرافيا

### الأفلام
- أغنية الغروب (2015)

### المسلسلات
- ملعون (2020)

## جوائز
حصل على جوائز منها:
- Golden Nymph for Outstanding Actor in a Mini Series ‏، عن عمل:Top of the Lake (2014).[3]

## روابط خارجية
- بيتر مولان على موقع IMDb (الإنجليزية)
- بيتر مولان على موقع مونزينجر (الألمانية)
- بيتر مولان على موقع قاعدة بيانات الأفلام العربية
- بيتر مولان على موقع ألو سيني (الفرنسية)
- بيتر مولان على موقع ميوزك برينز (الإنجليزية)
- بيتر مولان على موقع أول موفي (الإنجليزية)
- بيتر مولان على موقع قاعدة بيانات الأفلام السويدية (السويدية)
- بيتر مولان على موقع إن إن دي بي (الإنجليزية)
- بيتر مولان على موقع ديسكوغز (الإنجليزية)
- بيتر مولان على موقع قاعدة بيانات الفيلم (الإنجليزية)